# Morning Musume Concert Tour 2013 Haru Michishige☆Eleven SOUL ~Tanaka Reina Sotsugyō Kinen Special~
 (décembre 2013).
Albums de Morning Musume
Morning Musume Tanjō 15 Shūnen Kinen Concert Tour 2012 Aki ~Colorful Character~
(2012) Morning Musume Concert Tour 2013 Aki ~CHANCE!~
(2013)
Morning Musume Concert Tour 2013 Haru Michishige☆Eleven SOUL ~Tanaka Reina Sotsugyō Kinen Special~ (モーニング娘。コンサートツアー2013春　ミチシゲ☆イレブンSOUL～田中れいな卒業記念スペシャル～) est une vidéo musicale (DVD) du groupe de J-pop Morning Musume, la vingt-neuvième du groupe.

## Présentation
La vidéo sort le 4 septembre 2013 aux formats DVD et Blu-Ray au Japon sous le label zetima. Il s'agit du concert de graduation de Reina Tanaka mais aussi la première tournée du groupe avec la membre de la 11e génération : Sakura Oda. Lors de sa lettre de remerciements, Reina annonce la nomination au poste de sub-leader non pas un mais deux membres : Mizuki Fukumura, la plus âgée de la 9e génération, et Haruna Iikubo, plus vieille que Mizuki mais membre de la 10e génération. C'est aussi l'une des premières performances de Reina avec son nouveau groupe : Lovendor.
Le nouveau groupe produit par Tsunku, Juice=Juice ouvre le concert avec son premier single en major.

## Membres
- 6e génération : Sayumi Michishige
- 9e génération : Mizuki Fukumura, Erina Ikuta, Riho Sayashi, Kanon Suzuki
- 10e génération : Haruna Iikubo, Ayumi Ishida, Masaki Satō, Haruka Kudō
- 11e génération : Sakura Oda

## Liste des titres
| No  | Titre | Notes                                                                       | Durée |
| --- | --- | --------------------------------------------------------------------------- | ----- |
| 1.  | Samidare Bijo ga Samidareru (五月雨美女がさ乱れる) | par Juice=Juice                                                             |       |
| 2.  | Kono Yo ni Shinjitsu no Ai ga Hitotsu dake Aru Nara (この世に真実の愛が一つだけあるのなら) | par Lovendor, de l'album Lovendor Cover the Rock                            |       |
| 3.  | MC1 |                                                                             |       |
| 4.  | Tadori Tsuitara Itsumo Ame Furi (たどりついたらいつも雨ふり) | par Lovendor, de l'album Lovendor Cover the Rock                            |       |
| 5.  | Opening VTR | vidéo de présentation                                                       |       |
| 6.  | Kimi Sae Ireba Nani mo Iranai (君さえ居れば何も要らない) | co-face A du single Brainstorming / Kimi Sae Ireba Nani mo Iranai           |       |
| 7.  | Help Me!! (Help Me!!) | 52e single                                                                  |       |
| 8.  | Wakuteka Take a Chance (ワクテカ Take a chance) | 51e single                                                                  |       |
| 9.  | MC2 |                                                                             |       |
| 10. | Ōkii Hitomi (大きい瞳) | par la 6e génération, de l'album 10 My Me                                   |       |
| 11. | MC3 | par la 6e génération                                                        |       |
| 12. | Waratte! You (笑って！YOU) | par les 9e, 10e et 11e générations, de l'album 13 Colorful Character        |       |
| 13. | What's Up? Ai wa Dō na no yo~ (What's Up? 愛はどうなのよ～) | par Juice=Juice                                                             |       |
| 14. | Medley (Egao Yes Nude, Onna ga Medatte Naze Ikenai, Nanchatte Renai, Kimagure Princess (笑顔Yesヌード, 女が目立って なぜイケナイ, なんちゃって恋愛, 気まぐれプリンセス)                                                       | des albums Sexy 8 Beat et 10 My Me                                          |       |
| 15. | Aishû no Romantic (哀愁のロマンティック) | par Michishige et Fukumura, du single Help Me!!                             |       |
| 16. | MC4 | par Fukumura et Michishige                                                  |       |
| 17. | Rock no Teigi (Rock の定義) | par Tanaka en solo, du single Brainstorming / Kimi Sae Ireba Nani mo Iranai |       |
| 18. | Tokimeku Tokimeke (トキメクトキメケ) |                                                                             |       |
| 19. | Medley Ambitious! Yashinteki de Ii Jan, Naichau Kamo, Renai Hunter, Only You, Mikan, Kare to Issho ni Omise ga Shitai (Ambitious!野心的でいいじゃん, 泣いちゃうかも, 恋愛ハンター, Only You, みかん, 彼と一緒にお店がしたい!) | des albums Sexy 8 Beat, Platinum 9 Disc, 12, Smart, 13 Colorful Character   |       |
| 20. | One, Two, Three (One・Two・Three) | de l'album 13 Colorful Character                                            |       |
| 21. | Dokkan Cappricio (ドッカ～ン カプリッチオ) | de l'album 13 Colorful Character                                            |       |
| 22. | Encore | Lettre de remerciements de Reina Tanaka                                     |       |
| 23. | Kira Kira Fuyu no Shiny G (キラキラ冬のシャイニーG) | de l'album 7.5 Fuyu Fuyu Morning Musume Mini!                               |       |
| 24. | MC5 | Cérémonie de graduation de Tanaka                                           |       |
| 25. | Happy Daisakusen (Ｈａｐｐｙ大作戦) | du single Help Me!!                                                         |       |
| 26. | Shabondama (シャボン玉) | de l'album Best! Morning Musume 2                                           |       |
| 27. | Ending | Crédits                                                                     |       |